# Megasema excavata
Megasema excavata är en fjärilsart som beskrevs av Matsumura 1925. Megasema excavata ingår i släktet Megasema och familjen nattflyn. Inga underarter finns listade i Catalogue of Life.